# Злоць
Злоць (рум. Zloți) — село та залізнична станція в Молдові в Чимішлійському районі. Одна з давніх назв — «Злотий».
Входить до складу комуни, центром якої є село Кодрень.